# Liesjärvi (sjö i Norra Savolax, lat 63,05, long 27,15)
Liesjärvi är en sjö i Finland. Den ligger i kommunen Kuopio i landskapet Norra Savolax, i den centrala delen av landet, 300 km norr om huvudstaden Helsingfors. Liesjärvi ligger 108,6 meter över havet. I omgivningarna runt Liesjärvi växer i huvudsak blandskog. Den är 18,5 meter djup. Arean är 60,9 hektar och strandlinjen är 5,22 kilometer lång. Sjön  ingår i Vuoksens huvudavrinningsområde. 